# Michael Pienaar
Elias Michael Pienaar (10 gennaio 1978) è un ex calciatore namibiano, di ruolo difensore.

## Carriera

### Nazionale
Ha collezionato 36 presenze in Nazionale.